# Huttwil
Huttwil egy svájci község Bern kantonban, Oberaargau kerületben. A Virágok városkája Emmental alsó részén fekszik Eriswil, Wyssachen, Dürrenroth és Walterswil települések között.

## Fekvése
A község Emmental alsó részén fekszik Eriswil, Wyssachen, Dürrenroth és Walterswil települések között. Területe 17,24 km², melyből 64% mezőgazdasági terület, illetve 22% erdő. A fennmaradó 13,6% beépített, illetve 0,1%-ot tesznek ki a vizes területek.

## Története

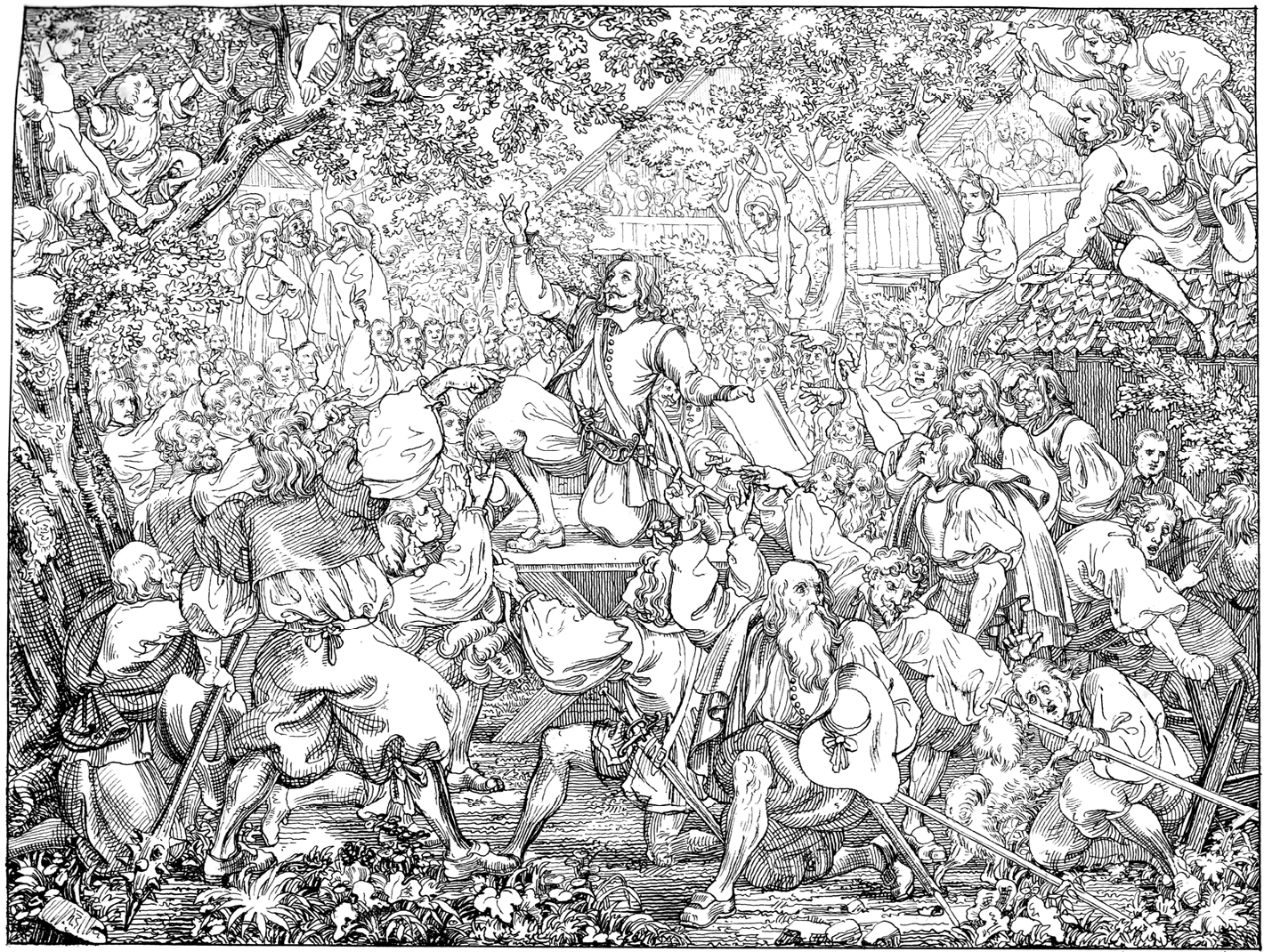
A Huttwili Szövetség létrejötte. Az 1653-as parasztháború egyik ábrázolása

A település első írásos említése a 9. századból való, ekkor Sankt Gallen-i kolostor egyik oklevelében Huttiwilare néven szerepel.
Huttwil a 11. és 12. században a rheinfeldeni és Fenis-Neuenburg-i grófok tulajdonába került, majd 1218-ban Kyburg grófjai tudhatják magukénak. 1313-ban átengedik a Habsburgoknak, majd visszakapják kölcsönbe.
1250 és 1270 között, I. Rudolf német király és a Savoyai-házból való II. Péter, Savoya grófja között zajló konfliktus idején a korábban nyitott települést megerősítették, így várossá lett.
Ezt az időszakot folyamatos tulajdonosváltások, fellendülés és tűzvészek követték.
Az 1653-as svájci parasztháború idején Huttwil volt a lázadások központja. 1653 áprilisában itt találkoztak másodszor Luzern, Bázel, Bern és Solothurn parasztságának képviselői, és szövetségre léptek céljaik elérése érdekében. Vezetőjüknek Niklaus Leuenbergert választották. Ugyanazon év májusában újra összegyültek és megalakították a Huttwili Szövetséget (Huttwiler Bund). Az itt aláírt dokumentumban önálló politikai alakulatként határozták meg magukat, melynek a városokéval egyenlő jogai és függetlensége van. A felkelést leverték, és a felkelőket, köztük Huttwil városát is szigorúan megbüntették. Az akkori eseményeknek és Niklaus Leuenbergernek állít emléket egy 1903-ban emelt emlékmű, mely ma a település parkjában a Stadtpärkliban áll.
1834-ben egy  újabb tűzvész majdnem teljes egészében elpusztította Huttwilt. A villám okozta tűzvésznek a templom mellett 44 épület esett áldozatul.

## Gazdaság
Huttwil gazdasága számos ágazatra oszlik: textilipar, építőipar, élelmiszeripar, kézművesség, szállítás, gépipar és bútoripar. A városkában 23 gasztronómiai egység van.
A következő jelentősebb vállalkozások találhatóak meg a községben:
- Biketec AG (elektromos kerékpárok előállítására szakosodott cég)
- JOWA AG (korában Walter Leuenberger AG); tésztaféléket és mustárt előállító vállalkozás, a Migros élelmiszeripari nagyvállalat egyik alegysége
- Novex AG (iskolai bútorzatot gyártó vállalkozás)
- Nyffenegger Storenfabrik AG (belső árnyékoló berendezések)
- Wollspinnerei Huttwil AG (textilipari vállalkozás)
- Spycher-Handwerk AG (Svájc vezető gyapjúfeldolgozója)
- Afag Automation AG (pneumatikus és elektromos szerelőelemek gyártója)
- Lanz Transport AG (kül- és belföldi szállító vállalkozás)

## Népesség
| Év       | 1764 | 1850 | 1880 | 1900 | 1930 | 1950 | 1980 | 1990 | 2000 | 2010 |
| Népesség | 1678 | 3398 | 3122 | 3916 | 4164 | 4661 | 4612 | 4809 | 4825 | 4712 |

## Közlekedés
Huttwil megközelítőleg 16 kilométerre fekszik Langenthaltól és Sumiswaldtól és 25 kilométerre Surseetől, melyeket közúton lehet megközelíteni. A városka távol esik az autópályáktól, legközelebb Surseenál (25 km), Dagmersellennél (20 km), Niederbippnél (25 km) és Kirchbergnél lehet felhajtani a nagyvárosokat összekötő sztrádára. Bern, Bázel, Luzern és Zürich nagyjából egy óra autóútra vannak Huttwiltől.
A vasúti közlekedésnek nagy hagyományai vannak a községben. Az Huttwili Egyesült Vasutak (Vereinigte Huttwil-Bahnen, VHB), mely jelenleg a BLS tulajdonában van, székhelye Huttwilban volt és 1945-től szolgálja az utazóközönséget.

## Oktatás
Huttwil három-három elemi iskolával és középfokú iskolával (Realschule), illetve egy középiskolával (Sekundarschule) rendelkezik. Szakiskolai képzést a Langenthali Oktatási Központ ( Bildungszentrum Langenthal) huttwili kihelyezett tagozatán lehet szerezni. Ezen kívül a település még egy gyógypedagógiai iskolával és egy zeneiskolával is rendelkezik.

## Sport és szabadidő
A település egy uszodával, három tornateremmel és sportteleppel, illetve a Nemzeti Sport- és Kultúrcentrummal (Nationale Sport- und Kulturzentrum, NSZ) rendelkezik. Az NSZ területén 4500 férőhelyes jégcsarnok, szabadtéri jégpálya, atlétikai létesítmény, több futballpálya, étterem, tornaterem, sportszaküzlet és különféle előadótermek találhatóak.
Az NSZ adott otthont a Huttwil Falcons jégkorongozóinak, akik a svájci jégkorong-bajnokság harmadik vonalának (Regio League) 2010/2011-es bajnokai voltak.
A Huttwili Kadét Egyesület (Verein Kadetten Huttwil) a változatos sportolási lehetőség mellett zeneoktatást biztosít mintegy 200 huttwili és környékbeli gyerekeknek és fiatalnak.

## 2007-es viharok
2007. június 8-án a városkában és a szomszédos településeken (Eriswil, Wyssachen) is heves viharok dúltak. A medrükből kiöntő patakok súlyos károkat okoztak, melyeknek összegét körülbelül 40-50 millió svájci frankra becsülték. Ezen kívül a viharban egy huttwili és egy eriswili személy életét vesztette.

## Híres emberek
- Fritz Ryser (1873-1916), kerékpárversenyző
- Werner Weber (1919-2005), újságíró

## Fordítás
- Ez a szócikk részben vagy egészben  a   Huttwil című német Wikipédia-szócikk ezen változatának fordításán alapul.  Az eredeti cikk szerkesztőit annak laptörténete sorolja fel. Ez a jelzés csupán a megfogalmazás eredetét és a szerzői jogokat jelzi, nem szolgál a cikkben szereplő információk forrásmegjelöléseként.